# Wolfgang König (Musiker)
Wolfgang König (* 1947 in Eslohe, Sauerland) ist ein deutscher Musiker, Dirigent und Musical-Komponist.

## Leben
Wolfgang König studierte an der Hochschule für Musik und Tanz Köln die Fächer Schulmusik und Posaune bei Vinko Globokar. An das Musikstudium schloss er an der Universität zu Köln ein Magisterstudium in Musikwissenschaft, Germanistik und Soziologie an mit dem Abschluss der Promotion zum Dr. phil. Als Posaunist war König Gründungsmitglied des auf neue Musik spezialisierten Posaunenquintetts Brass Art und des auf historische Aufführungspraxis spezialisierten Ensembles Musica Fiata. Außerdem spielte er lange Zeit in der Berliner Gruppe Musikalische Compagney.
Nach einer Dozententätigkeit an der Musikhochschule in Münster leitete König 1979 bis 2016 die Musikschule Beckum-Warendorf.
Gemeinsam mit seiner Frau Veronika te Reh als Regisseurin führte er 1983 an seiner Musikschule mit Henzes Kinderoper Pollicino das erste Musiktheaterstück auf. In der Folge entstanden dann weitere Musiktheater-Stücke, die König und te Reh selbst verfassten. Bisher sind so eine Reihe von Musicals entstanden, die sowohl an der Musikschule Beckum-Warendorf als auch überregional aufgeführt und veröffentlicht wurden. Die Werke sind in zahlreichen Fernseh-, Rundfunk-, DVD- und CD-Aufnahmen dokumentiert. Veronika te Reh hat dabei alle Libretti verfasst und steuert die gesamte dramaturgische Arbeit mit den Kindern bei.
Die Werke sind beim Carus-Verlag Stuttgart , Theaterverlag Weitendorf Hamburg und bei der Mombotz Music-Production in Beckum erschienen, dem Eigenverlag von Veronika te Reh und Wolfgang König.

## Werke

### Musiktheater-Werke
- Strubbeltatz, Musical, 1986
- Ratzeputz, eine kleine Klamottenkistenoper, 1987
- Der kleine Mombotz, Musical, 1989
- Möppi und Co., Musical, 1990
- Motz und Arti, Musical zum Mozartjahr, 1991
- Ngoma-Bär, Musical, 1993
- Sammy, Musical, 1995
- Game Over, Musical, 1996
- Mtoto Boga, Musical, 1997
- Die Zauberharfe, Musical, 1998
- La Piccola Banda, Musical, 1999
- Taptaptütü, Musical, 2000
- Magic Drum, Musical, 2001
- Immanuel-Immanuel, Musical, 2003
- The Sound of the Pearl, Musical, 2004
- London Dreams, Musical, 2007
- Die schlaue Mama Sambona, Musical, 2009
- Mondscheinserenade, Musical, 2012
- Game Over?, Neufassung des Musicals von 1996, 2014
- Lian und die Nachtigall, Musical, 2016
- The Sound of the Pearl, Neufassung des Musicals von 2004, 2017
- Lupinia Silbermond, Nachwuchsmusical, 2018
- Hänsel und Gretel, Musikalisches Märchen, 2018
- Die Reise nach Ägypten, Weihnachtsmusical, 2019
- Ein Sommernachtstraum, Musical, 2022
- Ohrenbärin Moppeline, Nachwuchsmusical, 2023
- Die kleine Hexe, Musical nach der Geschichte von Otfried Preussler, 2024

### Liedersammlungen
- Flör und Kösters (1989) – Lieder mit plattdeutschen Texten der Münsterschen Straßenmusikanten (Auftragskompositionen des WDR)
- Morgensternlieder
- Freundschaft mit Afrika
- Freundschaft mit Tansania
- Auf Flügeln des Gesanges
- Der Frieden, Kind, der Frieden
- Engel haben Himmelslieder
- Wie schön leuchtet der Morgenstern
- We wish you a merry christmas
- Ich träumte von bunten Blumen
- Music was my first love

### Andere Kompositionen
- Mwanzo wa Makonde – Eine Geschichte aus musikalischen Bildern nach einem Schöpfungsmythos der Makonde, einem Volk aus den Bergen Ostafrikas.

Auftragskomposition des evangelischen Kirchentags 1991 im Ruhrgebiet für tansanische Musiker der Bagamoyo-Players und deutsche Musiker der Musikschule Beckum-Warendorf
(Es existiert eine gleichnamige CD mit den tansanischen Musikern: Hukwe Zawose, John Mponda, Hamisi Digalu und Basil Mbatta, und den deutschen Musikern Veronika te Reh, Irmgard Toepper, Sabine König, Pit Bude, Anne Haver und Wolfgang König unter Leitung des Komponisten)
- KomSol für 5 Posaunen (1974) – ein Versuch, das Thema: Solidarität(-Sol) auf den verschiedenen Kommunikationsebenen(Kom-) Musik, Sprache und Theater darzustellen, die allerdings miteinander verschmelzen und sich gegenseitig bedingen. Als Basis fungiert ein Gedichtfragment von Wladimir Majakowski in einer deutschen Übersetzung von Michael Gielen:

„Ich bin viel in warmen Gegenden umhergeirrt,
aber plötzlich diesen Winter erkannte ich
die Wärme der Liebe, der Freunde, der Familien.
In Eis gebettet, zähneklappernd
verstandest du: Man darf den Menschen
nicht Schutz noch Zärtlichkeit verweigern.
Ein Land, wo die Luft wie Sirup ist,
man durchläuft es und verläßt es,
aber die Erde, mit der zusammen man gefroren hat,
wird man nie aufhören zu lieben.“

(Es existiert eine Aufnahme mit dem Ensemble „Brass Art“ -Bernt Laukamp-Richard Lister-Peter Sommer-Leo Verheyen-Wolfgang König auf der CD „Neue Musik für Posaunen“)

Festmesse op.125 für Männerchor und 4 Posaunen (2018)
(Es existiert eine Aufnahme mit dem "MGV Sängerbund 1893 Beckum" und der Gruppe "Mäander: con tromboni)